# Emil Sörensen
Emil Sörensen (* 27. Juni 1900 in Hamburg; † 8. November 1977 in Freudenstadt) war ein deutscher Maschinenbauingenieur, Hochschullehrer und Vorstand sowie Forschungsleiter bei der MAN seit 1939.

## Leben
Nach dem Abitur in Hamburg 1918 studierte er von 1920 bis 1924 an der TH Karlsruhe bis zum Diplom. Nach seiner Promotion 1927 ging er zur Deschimag und zum Planungsbüro der AG Weser in Bremen. 1932 wurde er an die TH Dresden als ordentlicher Professor für Strömungstechnik berufen. Im November 1933 unterzeichnete er das Bekenntnis der deutschen Professoren zu Adolf Hitler. 1939 wechselte er zu MAN als Forschungsleiter und wurde stellvertretender Vorstandsvorsitzender. Wegen der Verhaftung des Vorstandsvorsitzenden Otto Meyer durch die US-Besatzungsbehörde leitete Sörensen den Konzern von 1945 bis 1946. 1946 erhielt er zusätzlich einen Lehrauftrag an der TH München.
Emil Sörensen war Mitglied des Vereins Deutscher Ingenieure (VDI) und des Augsburger Bezirksvereins des VDI. Unter anderem aufgrund seiner langjährigen Mitgliedschaft im Wissenschaftlichen Beirat des VDI und seiner ebenso langjährigen Vorstandstätigkeit im Bezirksverein ernannte der VDI ihn 1966 zu seinem Ehrenmitglied.

## Schriften
- Macht und Gewissen im Wirtschaftskampf, Düsseldorf 1949
- Motor und Turbine : Wettstreit u. Zusammenarbeit, München-Düsseldorf 1955